# الن فرانکو (بازیکن فوتبال، زاده ۱۹۹۸)
الن فرانکو (اسپانیایی: Alan Franco‎؛ زادهٔ ۲۱ اوت ۱۹۹۸) بازیکن فوتبال اهل اکوادور است.
از باشگاه‌هایی که در آن بازی کرده‌است می‌توان به باشگاه فوتبال ایندپندینته دل‌وایه اشاره کرد.
وی همچنین در تیم‌های ملی فوتبال زیر ۱۷ سال اکوادور و اکوادور بازی کرده‌است.